# فروود (شهرستان اسپوکن)
فروود، شهرستان اسپوکن (به انگلیسی: Fairwood) یک منطقهٔ مسکونی در ایالات متحده آمریکا است که در شهرستان اسپوکن، واشینگتن واقع شده‌است. فروود، شهرستان اسپوکن ۹٫۳ کیلومتر مربع مساحت و ۷٬۹۰۵ نفر جمعیت دارد و ۵۵۳ متر بالاتر از سطح دریا واقع شده‌است.